# Franz Richter (Schriftsteller)
Franz Richter (* 16. Jänner 1920 in Wien; † 1. Mai 2010 ebenda) war ein österreichischer Lehrer (Studienrat und Professor für Chemie) und Schriftsteller.

## Leben
Nach seiner Gymnasialzeit begann Franz Richter neben einer musikalischen Ausbildung als Violinist bei Willi Boskovsky sein Studium an der Universität Wien. 1940 wurde er zur deutschen Wehrmacht einberufen und geriet in den Wirren der letzten Kriegswochen auf der Pommerschen Seenplatte im März 1945 in sowjetische Kriegsgefangenschaft. Erst 1948 konnte er aus der Gefangenschaft nach Österreich zurückkehren und setzte – als „Werkstudent“ neben einer Tätigkeit als Lehrer an einer Wiener Berufsschule – sein durch die Kriegsereignisse unterbrochenes Studium fort und wurde 1950 zum Dr. phil. promoviert. Danach war er an verschiedenen Schulen Wiens (Wiener Handelsakademie, zuletzt am „Theresianum“) als Professor für Chemie tätig. Für den Chemieunterricht an den Höheren Schulen verfasste er auch, zusammen mit seinem Kollegen Anton Seidl, mehrere Lehrbücher, deren Erfolg ihm die notwendigen Mittel für sein literarisches Schaffen als Lyriker und Essayist verschaffte.
Neben seiner Tätigkeit als Lehrer, zuletzt Oberstudienrat, und Schriftsteller engagierte sich Franz Richter zeit seines Lebens auch im Gebiet der Kunst- und Kulturförderung, als Mitglied von Fördervereinigungen und Kunstsenaten, als ebenso feinsinniger wie unbestechlicher Rezensent für Literaturzeitschriften und konnte dadurch viele – junge wie ältere, bereits vergessene – Talente fördern. Gemeinsam mit seiner Ehefrau, die als Violoncello-Solistin seine vielseitigen musikalischen Neigungen teilte und förderte, hielt Franz Richter bis ins hohe Alter die fast schon ausgestorbene Kunstgattung „Hausmusik“ auf hohem Niveau aufrecht – in ständiger Fühlung mit seinem großen Freundeskreis aus dem Bereich der Musik (z. B. Horst Ebenhöh, Reinhold Gabriel u. a.).

## Mitgliedschaften und Funktionen
- Ehrenmitgliedschaft des Österreichischen P.E.N. Clubs, des Österreichischen Schriftstellerverbandes und der W. H. Auden-Gesellschaft.
- 1974–1978: Präsident des Österreichischen Schriftstellerverbandes[2]
- 1978–1990: Generalsekretär des Österreichischen P.E.N. Clubs[3]
- 1979–1996: Delegierter in die Hörer- und Sehervertretung des Österreichischen Rundfunks
- Mitglied des Literaturkreises PODIUM, der IG Autorinnen Autoren, der Humboldtgesellschaft, Mannheim, und der Société européenne de culture, Venedig

## Preise und Auszeichnungen
- 1967: Theodor-Körner-Preis
- 1967: Preis der Stadt Wien für Literatur
- 1981: Österreichisches Ehrenkreuz für Wissenschaft und Kunst
- 1984: Kulturpreis des Landes Niederösterreich
- 1985: Ehrenmedaille der Bundeshauptstadt Wien
- 1988: Otto-Stoessl-Preis
- 1990: Österreichisches Ehrenkreuz für Wissenschaft und Kunst I. Klasse
- 2000: Humboldtplakette der Humboldt-Gesellschaft, Mannheim

## Werke
Bücher
- Wir, die an den Grenzen wohnen. Gedichte. Jugend und Volk, Wien 1955.
- Anbruch der Vergangenheit. Gedichte. Bergland, Wien 1964.
- Diogenes – ultraviolett. Roman. Stiasny, Graz 1964.
- Wir leben chemisch. Sachbuch. Jugend und Volk, 1967.
- Keine Sintflut für Noah – Die dreifältige Einfalt. Zwei Spiele zwischen Glauben und Zweifel. Bergland, Wien 1968.
- Humanimales. Fabeln. (Illustrationen: Thomas Moog). Jugend und Volk, Wien 1969.
- Kreuzweg. Reliefs von Horst Aschermann. Presse und Vertrieb in Österreich, Wien 1971.
- Kosmo-Rhythmik. Anklänge und Entsprechungen. (Nachwort: Kurt Adel). Bergland, Wien 1973.
- Im Wendekreis der Blume. Essays über Pflanzenästhetik. (Illustrationen: Horst Aschermann). Wien 1975, ISBN 3-203-50504-5.
- Trockengebiet. Gedichte. Vlg. Grasl, Baden 1980, ISBN 3-85098-121-5.
- Kein Pardon für Genies. Zwölf Charakterbilder. Niederösterreichisches Pressehaus, Wien 1982.
- Kurz gefaßt, lang bedacht ... Gedankensplitter. Niederösterreichisches Pressehaus, Wien 1984
- Auf der Atembrücke von A nach O. Gedichte. (Nachwort: Alexander Giese). Wien 1986, ISBN 3-85326-765-3.
- Spaltklang. Roman vom Erbteil Europa 1933–1955. Wien 1987, ISBN 3-85326-826-9.
- Gestalten der Liebe. Erdachte Briefwechsel, literarische Porträts. Wien 1989, ISBN 3-85326-906-0.
- Lichtecho. Gedichte. (Nachwort: Marianne Gruber). St. Pölten–Wien 1992 ISBN 3-85326-971-0.
- Ein Pfauensommer. Drei Erzählungen vom magischen Auge. (Nachwort: Kurt Adel). * Niederösterreichisches Pressehaus, St. Pölten–Wien 1994.
- Geheimes wird Signal. Gedichte. (Nachwort: Matthias Mander, Illustrationen: Ernst Steiner). St. Pölten 1996, ISBN 3-901117-25-3.
- Lob der Weltvernunft. Gedichte. St. Pölten–Wien 1999, ISBN 3-85326-107-8.
- Ausgewählte Gedichte. Reihe „Podium Porträt“ 20. St. Pölten–Wien 2005, ISBN 3-902054-33-6.
- Bruchwerk aus einer Umbruchszeit. (Illustrationen: Horst Aschermann, Nachwort: Reinhart Hosch). Edition Doppelpunkt, Wien 2005 ISBN 3-85273-181-X.I
- Im sachten Entzug aller geglaubten Dinge. Das lyrische Gesamtwerk. Hg. von Reinhart Hosch. edition pen Bd. 24, Löcker Verlag, Wien 2016, ISBN 978-3-85409-757-0.

Essays
- Gesicht des Menschen, in: Rudolf Felmayer, Festgabe. 1968.
- Weisheit der Heiterkeit, in: Ernst Schönwiese, Festschrift. 1978.
- Einzelgänger im Massenmedium, in: Roman Roček. 1995.
- Neue Sandalen für Sokrates, in: Humboldtgesellschaft (Bd. 15). 1998.
- Ordnung und Freiheit, in: Beethovenfest. Bonn 2000.
- Humanität und Literatur, in: Alexander Giese. 2001.
- Zum Wolfgang Amadé Mozart Gedenkjahr, in: Carinthischer Sommer 2006, Programm zur Eröffnung der Festspiele.

Hörspiele
- Keine Sintflut für Noah. 1969.
- Die Reifeprüfung mit der Sphinx. 1972.
- Nur den Sängern kann es noch gelingen. 1984.